# Штарнберг
Штарнберг (њем. Starnberg) град је у њемачкој савезној држави Баварска. Једно је од 14 општинских средишта округа Штарнберг. Према процјени из 2010. у граду је живјело 23.223 становника. Посједује регионалну шифру (AGS) 9188139.

## Географски и демографски подаци
Штарнберг се налази у савезној држави Баварска у округу Штарнберг. Град се налази на надморској висини од 588 метара. Површина општине износи 61,8 km². У самом граду је, према процјени из 2010. године, живјело 23.223 становника. Просјечна густина становништва износи 376 становника/km².

## Међународна сарадња
| Мјесто | Држава    | Врста сарадње | Од    |
| ------ | --------- | ------------- | ----- |
| Тајпеј | Тајван    | пријатељство  | 1985. |
| Динар  | Француска | партнерство   | 1977. |
| Извор  |           |               |       |